# Coelops hirsutus
Coelops hirsutus — вид кажанів родини Hipposideridae.

## Середовище проживання
Ендемік Філіппін. Існує дуже мало інформації, але вид може залежати від печер і, ймовірно, живе в лісі.

## Загрози та охорона
Підозрюється що чисельність виду знизилася через втрати лісового середовища проживання за рахунок сільського господарства, лісозаготівлі, видобутку і урбанізації. Не відомо, чи є цей вид в будь-якій з охоронних територій.